# Schweizer Cup (Fussball, Männer) 1979/80
Der 55. Schweizer Cup wurde vom 11. August 1979 bis zum 26. Mai 1980 ausgetragen. Titelverteidiger war der Verein Servette FC.

## Der Modus
Es wurde im K.-o.-System gespielt. Im Fall eines Gleichstandes zum Ende der Verlängerung wurde das Spiel auf dem Platz der Gastmannschaft wiederholt. Das Finalspiel fand in Bern statt.

## 1/16-Finals
In den 1/16-Finals spielten erstmals die Mannschaften der Nationalliga A mit:
| Datum             |                      | Ergebnis  |                         |
| ----------------- | -------------------- | --------- | ----------------------- |
| 29.09.1979, 14:30 | FC Aarau             | 2:4       | FC St. Gallen           |
|                   | FC Bern              | 2:3 n. V. | FC Sion                 |
|                   | FC Biel-Bienne       | 0:3       | FC Renens               |
|                   | FC Blue Stars Zürich | 2:4 n. V. | Grasshopper Club Zürich |
|                   | SR Delémont          | 0:1       | Servette FC             |
|                   | FC Egerkingen        | 1:9       | FC Zürich               |
|                   | FC Estavayer-le-Lac  | 0:1       | BSC Young Boys          |
|                   | FC Frauenfeld        | 2:0       | FC Schaffhausen         |
|                   | FC Fribourg          | 1:2       | CS Chênois              |
|                   | FC Grenchen          | 1:2       | FC La Chaux-de-Fonds    |
|                   | FC Le Locle          | 0:4       | Neuchâtel Xamax         |
|                   | Vevey-Sports         | 2:1 n. V. | FC Lausanne-Sport       |
| 30.09.1979, 14:30 | FC Kreuzlingen       | 1:2       | FC Chiasso              |
|                   | FC Mendrisiostar     | 1:3       | FC Basel                |
|                   | Nordstern Basel      | 0:2       | FC Luzern               |
|                   | FC Winterthur        | 1:0       | FC Lugano               |

## Achtelfinals
| Datum             |                         | Ergebnis        |                      |
| ----------------- | ----------------------- | --------------- | -------------------- |
| 03.11.1979, 14:30 | CS Chênois              | 4:1             | FC Zürich            |
|                   | FC Chiasso              | 2:2 (2:4 i. E.) | Servette FC          |
|                   | Grasshopper Club Zürich | 3:3 (4:5 i. E.) | FC Sion              |
|                   | Neuchâtel Xamax         | 2:1             | FC St. Gallen        |
| 04.11.1979, 14:30 | FC Frauenfeld           | 1:0             | FC Renens            |
|                   | FC Luzern               | 3:0             | Vevey-Sports         |
|                   | BSC Young Boys          | 2:0             | FC Basel             |
|                   | FC Winterthur           | 2:1             | FC La Chaux-de-Fonds |

## Viertelfinals
| Datum             |                 | Ergebnis  |                |
| ----------------- | --------------- | --------- | -------------- |
| 09.12.1979, 14:30 | CS Chênois      | 0:1       | BSC Young Boys |
|                   | FC Frauenfeld   | 0:2       | Servette FC    |
|                   | Neuchâtel Xamax | 1:0 n. V. | FC Winterthur  |
|                   | FC Sion         | 4:1       | FC Luzern      |

## Halbfinals
| Datum             |                 | Ergebnis |                |
| ----------------- | --------------- | -------- | -------------- |
| 07.04.1980, 14:30 | Neuchâtel Xamax | 0:1      | BSC Young Boys |
|                   | FC Sion         | 2:1      | Servette FC    |

## Final
Das Finalspiel fand am 26. Mai 1980 im Stadion Wankdorf in Bern statt.
| Paarung        | FC Sion – BSC Young Boys |
| Ergebnis       | 2:1 (1:1) |
| Datum          | 26. Mai 1980 um 15:00 Uhr |
| Stadion        | Stadion Wankdorf, Bern |
| Zuschauer      | 45.000 |
| Schiedsrichter | Otto Isler (Affoltern) |
| Tore           | 1:0 Balet (8.) 1:1 Schönenberger (10.) 2:1 Mathez (62.) |
| FC Sion        | Pittier, Geiger, Isoz, Balet, Valentini, Bregy, Mathez, Richard, Černický, Brigger, Luisier Cheftrainer: Daniel Jeandupeux                                 |
| BSC Young Boys | Eichenberger, Conz, Feuz (79. Zahnd), Weber, Lüdi, Brechbühl, Hussner, Schmidlin (68. Zwahlen), Brodard, Schönenberger, Müller Cheftrainer: Timo Konietzka |